# Encefalina
As encefalinas são neurotransmissores narcóticos secretados pelo encéfalo. Semelhantes à morfina, elas se ligam a sítios estereoespecíficos de receptores opióides no cérebro (reagindo com os mesmos receptores neurais do cérebro que a heroína), aliviando a dor (mecanismo de analgesia) e produzindo uma sensação de euforia.

## Estrutura molecular
A encefalina é um pentapeptídeo que termina ou com o aminoácido leucina ("Leu") ou com o aminoácido metionina ("Met"). Ambos são produtos do gene proencefalina.
- Metionia-encefalina ([Met]-encefalina) é Tyr-Gly-Gly-Phe-Met.
- Leucina-encefalina ([Leu]-encefalina) é Tyr-Gly-Gly-Phe-Leu.